# Poloros
Poloros è un comune del dipartimento di La Unión, in El Salvador.